# Einsingen
Einsingen (ukr. Айнзінген) – dawna wieś i kolonia niemiecka na Ukrainie, na terenie obecnego rejonu lwowskiego (wcześniej w rejonu żółkiewskiego) w obwodzie lwowskim, przy polskiej granicy. W 1938 r. zmieniono nazwę na Dziewięcierz Mały. 18 lipca 1946 nazwę zmieniono na Залізний (Zaliznyj). Obecnie w tym miejscu znajduje się ukraińska wieś Dziewięcierz. Po przeciwnej stronie granicy państwowej, w Polsce, znajduje się wieś Dziewięcierz.
W II Rzeczypospolitej do 1934 samodzielna gmina jednostkowa. Następnie należała do zbiorowej wiejskiej gminy Potylicz w powiecie rawskim w woj. lwowskim. Po wojnie weszła w struktury administracyjne Związku Radzieckiego.